# Трескоре Балнеарио
Трескоре Балнеарио (итал. Trescore Balneario) је насеље у Италији у округу Бергамо, региону Ломбардија.
Према процени из 2011. у насељу је живело 8479 становника. Насеље се налази на надморској висини од 271 м.

## Становништво
Према резултатима пописа становништва 2011. у општини је живело 9.427 становника.
| 1931. | 1936. | 1951. | 1961. | 1971. | 1981. | 1991. | 2001. | 2011. |
| ----- | ----- | ----- | ----- | ----- | ----- | ----- | ----- | ----- |
| 4.035 | 4.145 | 4.577 | 4.764 | 5.736 | 6.517 | 7.075 | 8.303 | 9.427 |

## Партнерски градови
- Zuera, Челаковице